# Ahmet III
Ahmet III (Istanboel, 30 december 1673 – aldaar, 1 juli 1736) was de 23e sultan van het Osmaanse Rijk en zoon van Mehmed IV. Hij regeerde van 1703 tot 1730 als opvolger van zijn broer Mustafa II. 

## Militaire campagnes
De Zweedse koning Karel XII zocht in 1709 zijn toevlucht bij de sultan na de verloren Slag bij Poltava, waar hij zelf gewond was geraakt. Karel wist Ahmet in de Russisch-Turkse Oorlog (1710-1711) met Peter de Grote te betrekken. In 1711 versloeg Ahmet de tsaar in een succesvolle campagne aan de rivier de Proet, die echter vanwege zijn milde vredesvoorwaarden niet echt werd uitgebuit: bij de vrede van Adrianopel kreeg de sultan het strategisch gelegen Azov terug van de Russen, en ze moesten beloven zich van verdere vijandelijkheden te onthouden. Ook moesten zij hun versterkingen op Osmaans grondgebied afbreken. 
De Zweedse koning had na een jaar rust nog geen zin om het op Ottomaans grondgebied gelegen, Moldavische Bender te verlaten, zodat Ahmet zich genoodzaakt voelde zijn eigen vesting te belegeren, om Karel er weg te krijgen. Hij werd naar Turkije vervoerd en daar gevangen gehouden. Naar verluidt maakte hij er een studie van de Turkse marine en speelde schaak met zijn minister Christian Albrecht Grothusen.

## Wisselend succes
Ahmet veroverde in 1715 Morea op de Venetianen, maar verloor Korfoe in 1716. Hij verloor Belgrado en Hongarije aan de Oostenrijkers in respectievelijk 1717 en 1718. De bevolking sloeg op de vlucht voor prins Eugène van Savoye, die langs de Donau oprukte tot diep in Turks gebied. 
In 1724 bereikte de sultan een overeenkomst met Rusland om Iran tussen beide landen op te delen. De Iraniërs verdreven de Osmanen echter uit hun land in de jaren 1729-1730. Het gevolg was een volkopstand onder leiding van de badhuismedewerker Patrona Halil, waarbij Ahmet werd afgezet en vervangen door zijn oomzegger Mahmut I. Halil werd zelf spoedig vermoord, en Ahmet werd opgesloten. Hij stierf in zijn gevangenis in 1736.

## Cultuur
Ahmet III onderhield goede relaties met Frankrijk. In feite waren twee van zijn vrouwen uit Frankrijk afkomstig. De vorst en zijn grootvizier Damad Ibrahim Pasha vormden het middelpunt van een decadent leven. Ahmet had dertig dochters, van wie er één vijf keer in het huwelijk trad. Het feest bij de besnijdenis van zijn vier zoons in 1720 duurde twee weken. Ter verhoging van de feestvreugde werden in diezelfde tijd 5000 jongens besneden, maar Ahmet staat ook bekend als een liefhebber van boeken. In 1727 stond hij de boekdrukkunst in zijn land toe. Ahmet zelf was erg bedreven in de kalligrafie. Hij kalligrafeerde zelf de religieuze opschriften die werden aangebracht boven de fontein aan de ingang van het Topkapipaleis. De poëzie kreeg een meer werelds karakter, met name in het werk van hofdichter Nedim. De Franse schilder Jean-Baptiste Vanmour, schilderde uitgebreid het hofleven. 
Het laatste decennium van de regeerperiode van Ahmet III wordt aangeduid als de Tulpenperiode. In de periode was er een hernieuwde belangstelling voor klassieke islamitische cultuur. Tegelijkertijd was er bij een deel van de elite in Istanboel ook toenemende aandacht voor de Europese cultuur. In deze twaalf jaar (1718-1730) werden de diplomatieke relaties met West-Europa versterkt. Ottomaanse delegaties werden naar  Europese hoofdsteden gezonden. Met name in Frankrijk veroorzaakte de delegatie onder leiding van Yirmisekiz Mehmed Çelebi een sensatie. Het had een belangrijke invloed op het ontstaan van de rage, die aangeduid wordt met turkomanie.